# Paecilaema adspersum
Paecilaema adspersum is een hooiwagen uit de familie Cosmetidae.